# Памятник Н. Н. Попудренко
Памятник Н. Н. Попудренко — памятник монументального искусства местного значения в Чернигове.

## История
Решением исполкома Черниговского областного совета народных депутатов от 04.04.1983 № 176 присвоен статус памятник монументального искусства местного значения с охранным № 1965 под названием Памятник Н. Н. Попудренко — Герою Советского Союза, участнику партизанского движения на Украине в период Великой Отечественной войны, секретарю Черниговского подпольного обкома КП(б)У. 
Расположен в «комплексной охранной зоне» (которая также включает здание дворянского и крестьянского поземельного банка и Производственное здание), согласно правилам застройки и использования территории. Не установлена информационная доска.
Приказом Главного управления культуры туризма и охраны культурного наследия Черниговской областной государственной администрации от 07.06.2019 № 223 для памятника используется название Памятник Герою Советского Союза Н. Попудренко.

## Описание
В 1982 году установлен памятник в честь одного из организаторов партизанского движения на Украине в период Великой Отечественной войны Николая Никитича Попудренко. Ранее в 1972 году возле школы № 18 (улица Теробороны (Гагарина), дом № 24) также был установлен памятник Н. Н. Попудренко. 
Расположен в сквере перед фасадом дома Черниговской областной универсальной научной библиотеки имени В. Г. Короленко (проспект Мира, 41), где в период Великой Отечественной войны располагался Черниговский подпольный обком КП(б)У, секретарём, которого был Николай Попудренко. 
Памятник представляет из себя бронзовый бюст высотой 1,5 м, установленный на гранитный постамент высотой 3 м. Николай Попудренко изображён в папахе и военном плаще-накидке. На постаменте закреплены надписи — «Микола Микитович Попудренко» и «1906 1943». Скульптор — И. А. Коломиец, архитекторы — В. М. Установ,  А. Д. Корнеев.